# Fuendetodos
Fuendetodos – miejscowość i gmina w Hiszpanii, we wspólnocie autonomicznej Aragonia, w prowincji Saragossa położona ok. 44 km od Saragossy. Znajduje się w comarce Campo de Belchite.
Miejscowość jest znana jako miejsce urodzenia malarza Francisca Goi.